# Герцогская площадь

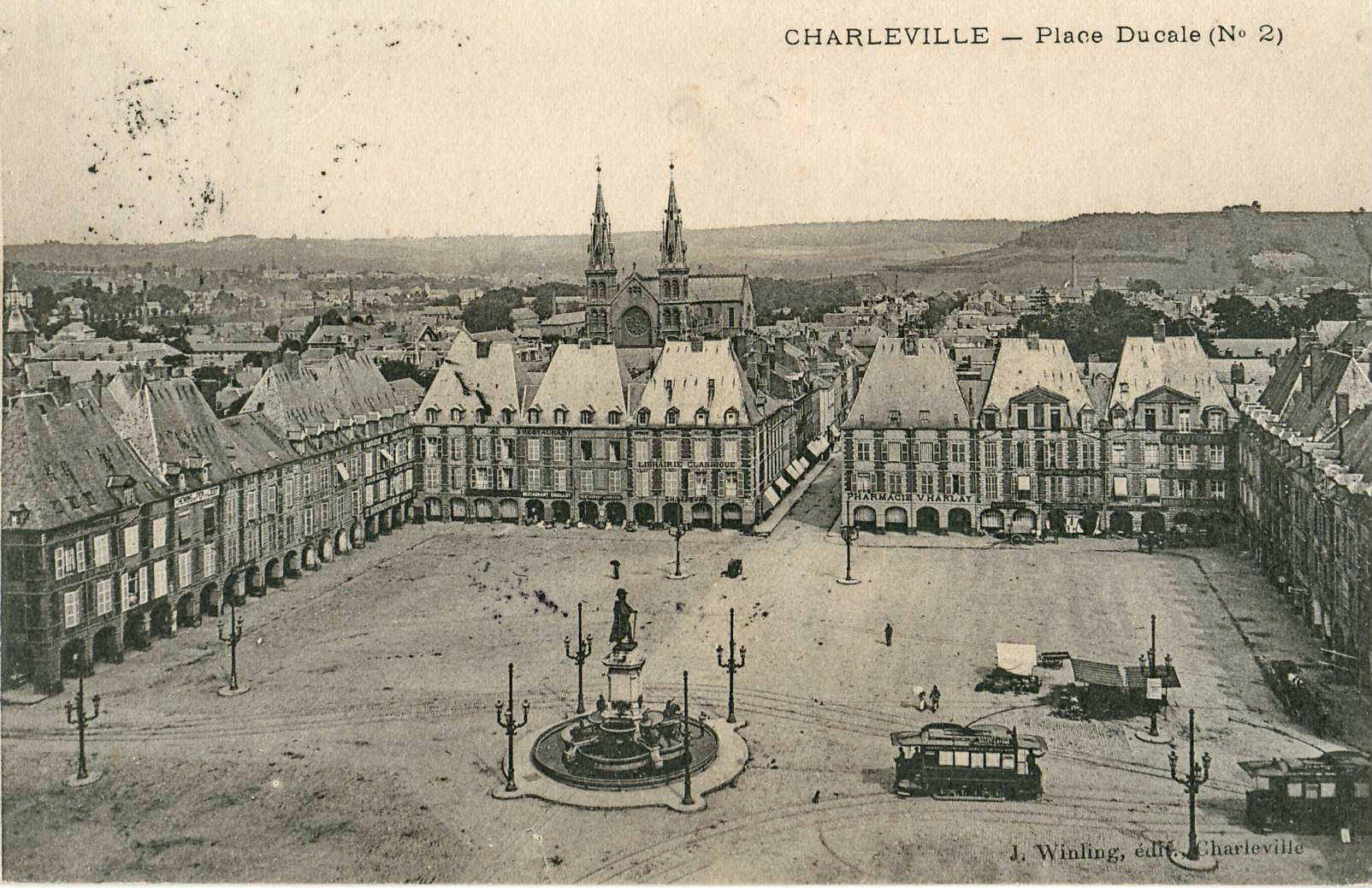
Герцогская площадь (1906 год)

Герцогская площадь (фр. place Ducale) — историческая площадь, расположенная в центре французского города Шарлевиль-Мезьер на пересечении двух главных улиц. Имеет форму крупного прямоугольника (длина 127 метров, ширина 90 метров). Её сооружение велось с 1612 по 1628 годы. Дома в стиле Людовика XIII, возведённые по периметру площади, делятся на два типа:
- 24 дома имеют ширину в 4 пролёта и треугольные фронтоны;
- 4 более высоких здания имеют ширину в 2 пролёта и увенчаны куполами с колоколенками.

Аркадная галерея проходит по трём сторонам площади. Западная сторона площади по плану должна быть занята Герцогским дворцом. Но он так никогда и не был закончен, хотя его фасады были частично возведены в период между 1625 и 1629 годами.
Как и во всём городе, для зданий на площади использовали камень и кирпич. Однако, чтобы скрыть разность в оттенках кирпича, вызванную обжигом, фасады домов на площади были окрашены. Каменные блоки были покрашены в охровый цвет, кирпичи — в красный, а стыки были выкрашены свинцовыми белилами. Все столярные оконные профили были покрашены в оранжевый цвет, а простенки были темно-коричневыми. Ставни магазинов, размещавшихся внутри аркады были зелёного цвета. Это буйство ярких красок дополнялось музыкальным сопровождением, поскольку в колоколенке на куполе Нотр-Дам были башенные часы и карильон.

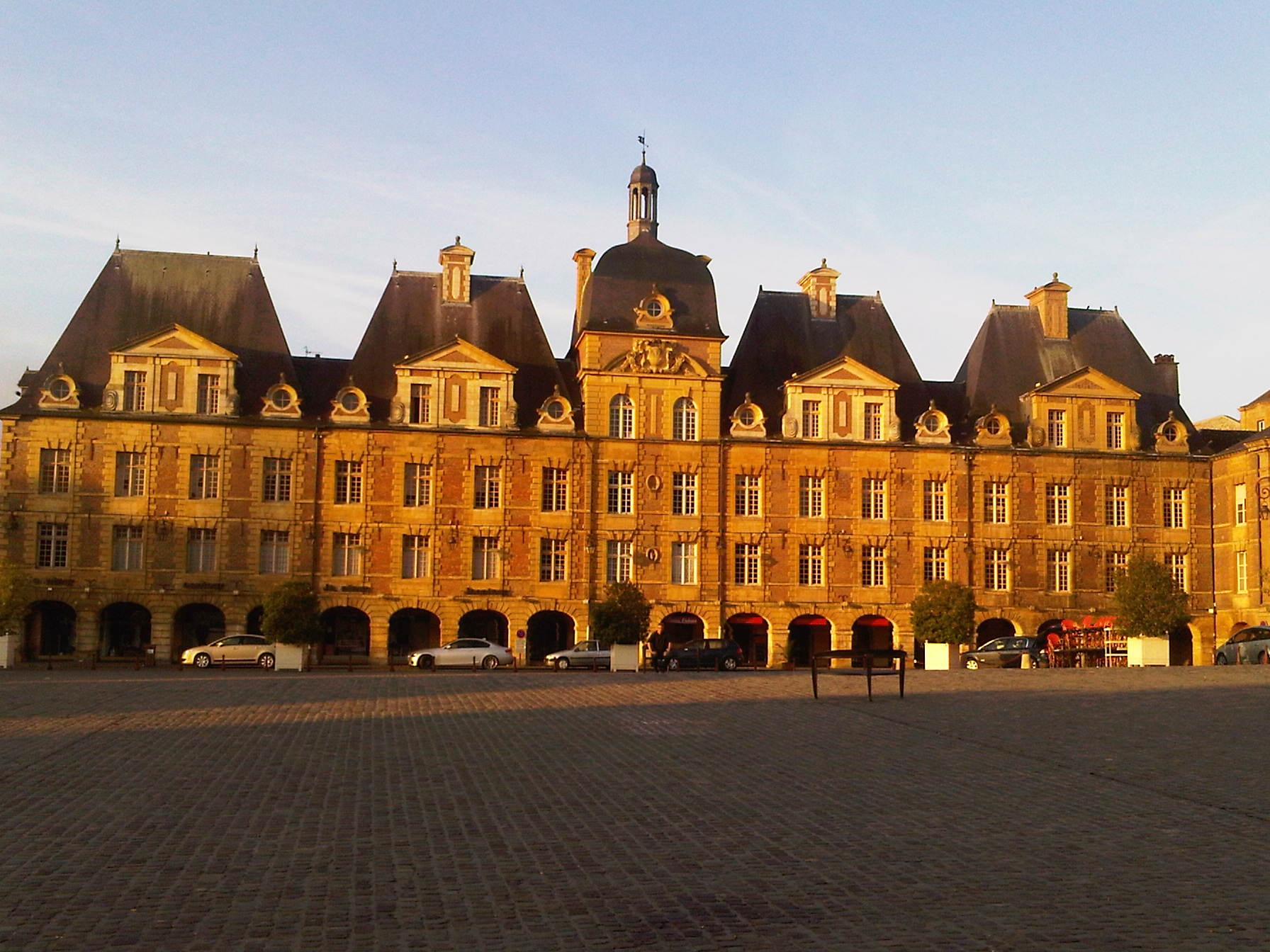
Восстановленные фронтоны и купол Нотр-Дам с колоколенкой

В домах на Герцогской площади были расквартированы частные лица, а также часть помещений была отведена под ремесленные мастерские, среди которых была медницкая мастерская и даже фабрика по производству сукна, велюра и гобеленов, которой владел фламандец Даниэль Пеперсак. Что касается торговли, то в аркадной галерее раз в неделю собирали рынок. В наше время нет сведений о том, была ли площадь вымощена камнем уже в XVII веке, однако на городском плане 1724 года можно видеть дерево, высаженное в юго-западном углу площади. Последняя реконструкция поверхности площади, вместе с повторным мощением, была выполнена в 1999 году. Помимо коммерческой активности, Герцогская площадь также являлась центром политической жизни, поскольку на ней располагалась городская ратуша и здание Верховного суда княжества.
В центре площади был расположен фонтан небольшого размера, который очень хорошо гармонировал с обликом фасадов зданий. Этот фонтан был разобран в 1899 году и на его месте был сооружён памятник Карлу Гонзага. Сто лет спустя, в 1999 году, памятник был перенесён ближе к вокзалу (где они и находится сегодня), а на Герцогской площади снова установили фонтан (копию того первого).

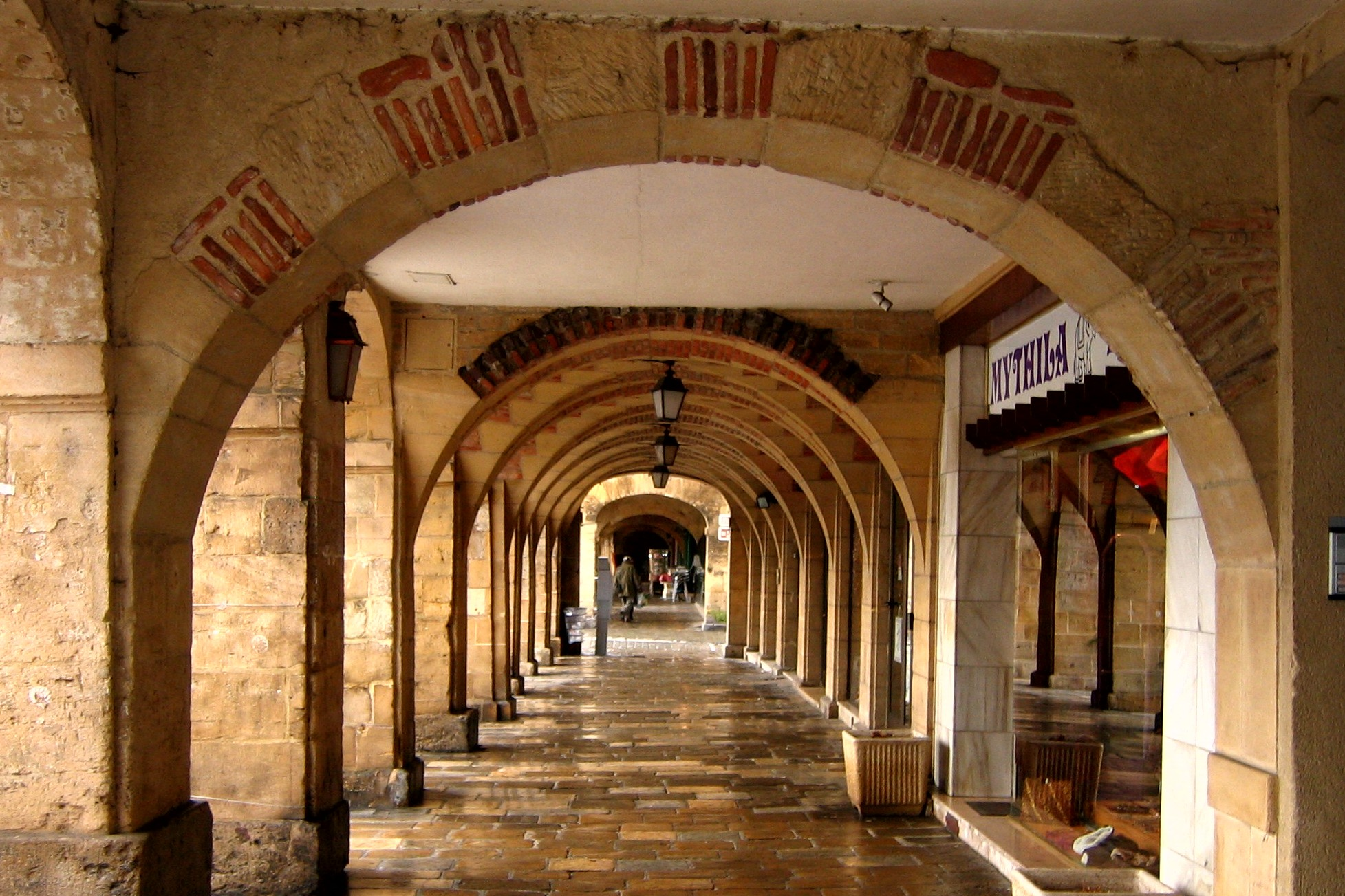
Аркадная галерея по периметру площади

Довольно часто, как в прошлые времена, так и в наши дни, Герцогскую площадь Шарлевиля сравнивают с площадью Вогезов в Париже. Однако площадь Шарлевиля имеет более гармоничные очертания, она не настолько монотонна и сурова благодаря своим высоким крышам и удачно задуманным возвышающимся куполам. Часто говорят, что площадь в Шарлевиле является работой архитектора, а площадь Вогезов — работой инженера. Хотя Герцогскую площадь проектировал Клемент Метезо, который доводился братом Луи Метезо, задумавшему парижскую площадь Вогезов.
На гравюре, датированной 1780 годом, все четыре купола ещё присутствуют на своих местах. Поэтому можно утверждать что демонтаж куполов произошел после Революции. В ходе частичной реконструкции площади в конце XX века был восстановлен один из куполов, а именно купол на башне Нотр-Дам.
Герцогская площадь, даже несмотря на появление диссонирующей колокольни мэрии и на разрушение многих больших фронтонов и слуховых окон, является пожалуй самым ярким свидетельством вычурной красоты города Шарлевиля периода XVII века.